# Lève-personne

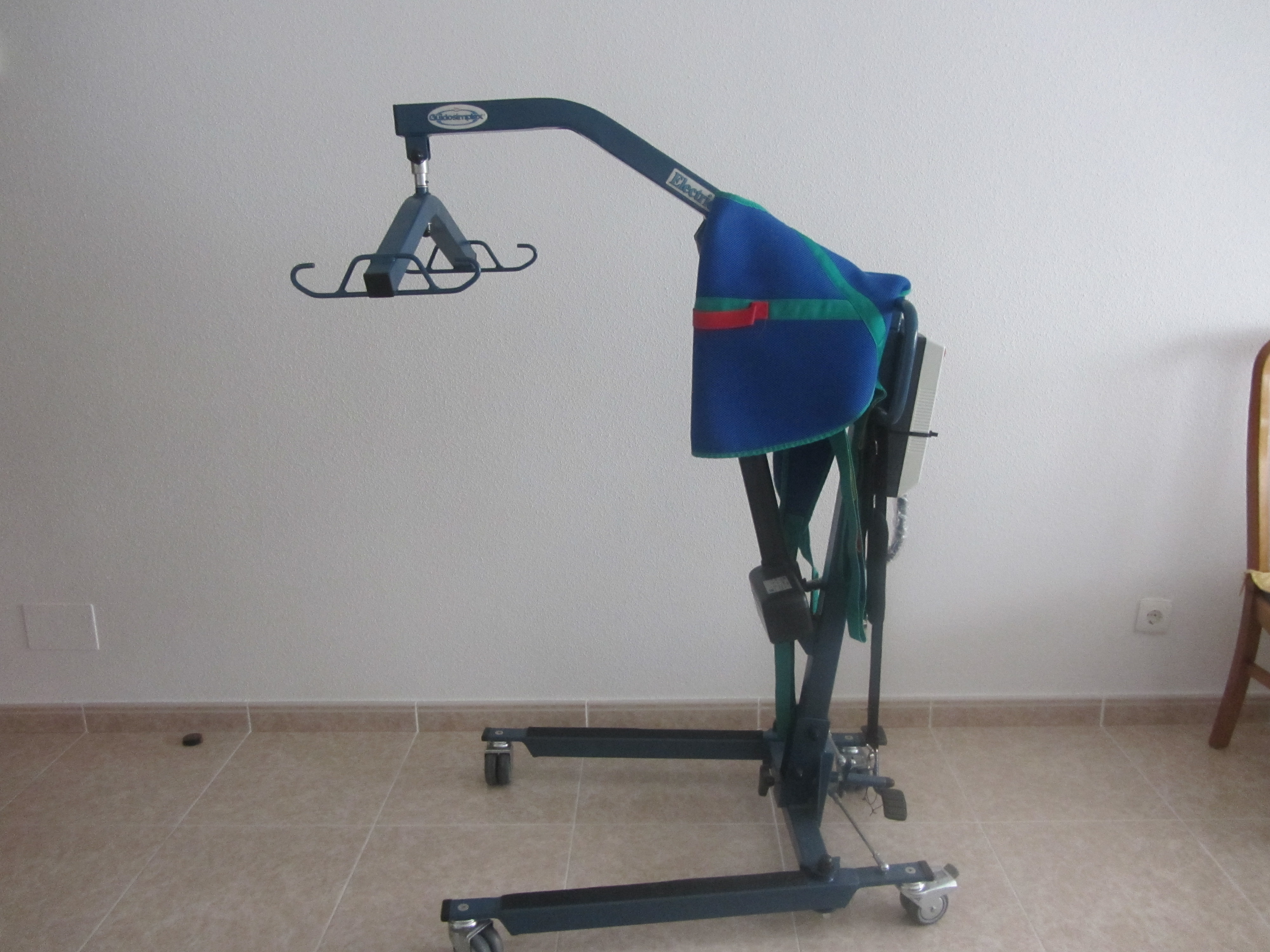
Un lève-personne

Un lève-personne est un dispositif médical. Parfois appelé lève-malade, soulève-malade, c’est une aide technique mécanisée. 
Le lève-personne sert à effectuer des transferts de personnes qui n’ont pas la capacité de le faire elles-mêmes. Il est utilisé dans les établissements de soins par le personnel soignant ou les aidants.
Le transfert le plus courant est celui qui consiste à transporter le patient du lit vers le fauteuil et inversement. 
Ce type d’appareil est aussi souvent associé à la mesure du poids. Dans ce cas un module de pesée (aussi appelé peson) y est ajouté. De nos jours, ce type d’appareil soulève le résident grâce à l’énergie électrique. L’énergie électrique est majoritairement fournie par des batteries rechargeables. 
L’utilisation de ce type d’appareil implique généralement l’utilisation d’une interface appelée harnais (ou « sangle », ou « hamac », ou encore « toile » (suivant les cultures et les formes)).

## Contexte

### Types d'établissements
Le lève-personne équipe tout lieu accueillant des personnes dépendantes pour qui les transferts nécessitent un portage. Outre le domicile, les EHPAD, les Maisons d’Accueil Spécialisées (MAS), les Centres de Rééducation et de Réadaptation Fonctionnelle (CRRF), les Hôpitaux et cliniques font partie des collectivités qui en ont le plus l’usage.

### Catégorie de patients
Le lève-personne est conçu pour les personnes ne pouvant plus du tout supporter leur propre poids et pour qui le transfert d’un point à un autre nécessite un portage. Ce type d’appareil est en mesure de lever les personnes les plus dépendantes, y compris celles qui sont grabataires. Il porte les patients en position assise, voir « semi-assise » mais certains appareils peuvent, en plus faire des levers du patient en position allongée. Ce type d’appareils est souvent dit « passif » par le fait qu’il ne nécessite aucune participation de la part du patient.

## Les différents types de lève-personnes

### Le lève-personne mobile (se déplaçant sur le sol) avec bras oblique pivotant

#### Caractéristiques
La base repose sur des roues dont le nombre, type et diamètre varient et doivent être adaptés aux impératifs de mobilité, d’hygiène, de petitesse et de solidité nécessité par l’environnement dans lequel un lève-personne mobile est utilisé. Grâce à ces roues, il doit permettre à une seule personne, en général, de transférer sur de courtes distances un patient d’un point à un autre. Certaines roues, deux le plus souvent, sont munies de freins pour pouvoir immobiliser l’appareil. 
Cette base a, généralement, et grossièrement, la forme d’un « U ». Cette forme permet  à l’appareil de s’adapter au mobilier et lui confère sa stabilité. Les deux branches constitutives du « U » (communément appelé « pieds ») peuvent, le plus souvent, aussi s’écarter ce qui augmente l’adaptabilité de l’appareil. Cet écartement peut être de type mécanique ou électrique.
Sur la partie reliant les deux pieds est fixé un mât. Ce mât, grossièrement  rectiligne, peut parfois présenter de légères angulations. Traditionnellement, pour des raisons mécaniques, il est fixé au centre de cette partie, dans l’axe de symétrie de la base. Souvent, toujours pour des raisons mécaniques, il est légèrement incliné dans une direction opposée au patient. 
Sur le mât on trouve généralement des poignées permettant au soignant de déplacer et de diriger l’appareil. On y trouve aussi la batterie qui est soit fixe, soit amovible, ainsi que les commandes de l’appareil et/ou les affichages lumineux, suivant le niveau d’équipement de l’appareil.
Au sommet du mât est fixé un bras oblique pivotant de bas en haut. Ce bras en forme d’arc ou présentant des angles se termine par un barre de préhension  ou  cintre ou encore berceau. Entre le cintre et l’extrémité du bras est souvent intercalée la pesée si cette option/accessoire fait partie de l’appareil. Ce cintre (ou berceau) est le support sur lequel se fixe le harnais. Il offrira 2 ou 4 points d’attache suivant les cas.

#### Utilisation
Après la mise en place du harnais, la manœuvre de l'appareil avec la charge du résident doit se faire dans le respect des bonnes pratiques ergonomiques. Ainsi, tant pour le déplacement que pour la giration, il est recommandé de pousser, plutôt que de tirer l'ensemble. Il est également recommandé à l'opérateur de se tenir sur le côté pour tout changement de position.
Ensuite, il convient de préparer le point de dépose : incliner légèrement le dossier du fauteuil avant d'asseoir le résident ou relever légèrement la tête du lit médicalisé lors de la remise au lit.
Une fois le résident déposé, l'opérateur ôte les attaches et éloigne l'appareil avant d'enlever le harnais.

#### Avantages
- Permet le portage du patient et offre des conditions de travail optimales pour les opérateurs.
- Un appareil seul permet la prise en charge de plusieurs patients au sein d’un même service ce qui réduit les investissements. Cependant, le nombre de lève-personne requis doit tenir compte à la fois du nombre de patients relevant de ce mode de transfert et du nombre de transferts pouvant survenir simultanément.
- Quand il permet le ramassage au sol, l’appareil peut être acheminé en tous points de l’établissement.
- La possibilité de disposer d’un jeu de batteries de rechange avec un chargeur assure une disponibilité 24/24h de l’appareil.

#### Inconvénients
- Ces appareils nécessitent une base suffisamment grande pour répondre à la fois aux exigences de stabilité et au déplacement horizontal du centre de gravité inhérent au type de mouvement. Un espace de travail suffisant (170 cm entre mur et lit idéalement) pour permettre le retrait du lit, la giration, et l’espace pour le soignant qui doit être proportionnel à l’inertie liée au poids du résident[3].
- Les batteries de ces appareils doivent être rechargés et, pour ce faire, être raccordés au secteur (sauf en cas de batteries amovibles). Ce qui limite les choix si c’est l’appareil lui-même qui doit être branché. Un autre aspect est la question de l’appareil qui n’étant pas dans l’environnement immédiat de l’utilisateur, n’est pas utilisé de façon instinctive.
- Ces appareils sont aussi dépendants de la qualité du revêtement de sol.
- La maîtrise de l’appareil requiert une phase de formation.

Tous ces facteurs conjugués concourent à l’atteinte des limites de cette solution.

### Le lève-personne mobile (se déplaçant sur le sol) avec mât télescopique

#### Caractéristiques
Ce type d’appareil est caractérisé par l’axe du mouvement produit. Dans ce cas, le mât est télescopique et c’est son allongement/raccourcissement qui génère l’élévation/descente. Toujours fixé au centre du châssis, le mouvement est donc vertical. Ce type de mouvement maintien le centre de gravité sur la même verticale, et ce quelle que soit la hauteur de l’élévation. 
Puisqu’il n’y a pas de mouvement du bras, le système de fixation pour le harnais est totalement fixe. Ceci ajoute de la stabilité à ce type d’appareil et les prédispose donc au levage de patients en décubitus qui pose problème en matière de stabilité. À noter aussi que, la solidarité du bras et du mat de levage annule tout effet de ballant. Par conséquent l’horizontalité et la stabilité du patient est bien plus facile à assurer lors du lever d’un patient allongé.
La base, plus petite, reprend les mêmes caractéristiques que le lève-personne mobile avec bras oblique pivotant. La moindre emprise de cette base contribue aussi à la facilitation du cheminement de l’appareil et à son intégration sous d’autres appareils (lit médicalisé, baignoire à hauteur variable).
Sur le mât se trouve aussi les poignées permettant au soignant de déplacer et de diriger l’appareil. On y trouve aussi la batterie qui est soit fixe, soit amovible, ainsi que les commandes de l’appareil et/ou les affichages lumineux, suivant le niveau d’équipement de l’appareil.
Sur ce type d’appareil, afin de maintenir la fixité du support, le système de pesée est parfois intégrée au bras lui-même.

#### Utilisation
La procédure d'utilisation est identique à celle pour le lève-personne mobile avec bras oblique pivotant.

#### Avantages
- Permet le portage du patient et offre des conditions de travail optimales pour les opérateurs [4].
- Un appareil seul permet la prise en charge de plusieurs patients au sein d’un même service ce qui réduit les investissements. Cependant, le nombre de lève-personne requis doit tenir compte à la fois du nombre de patients relevant de ce mode de transfert et du nombre de transferts pouvant survenir simultanément.
- Possibilité d'être utilisé dans des espaces plus petits car la base est réduite.
- Le mouvement vertical permet à l'utilisateur de visualiser de façon précise le point de dépose.
- La capacité de levage est souvent supérieur du fait de la stabilité intrinsèque de ce type d'appareil.

#### Inconvénients
- Ces appareils sont plus onéreux à l’achat.
- Ces appareils sont dépendants de la qualité de la surface de roulement.

### Le lève-personne sur rail

#### Caractéristiques
Ce type d'aide mécanisée se compose de deux parties :
- Une structure constituée d’un rail (monorail) ou d’un système de rail (rail en « H »)[4]. Un monorail peut être rectiligne ou partiellement constitué de courbes. De son côté, un rail en « H » est constitué de deux rails primaires rectilignes et d’une traverse rectiligne perpendiculaire qui coulisse librement le long de ces rails primaires auxquels elle est fixée. Les monorails et les rails primaires sont fixés au plafond ou maintenu contre celui-ci par des poteaux ou des consoles murales.
- Une unité de levage mobile coulissant dans le monorail ou la traverse : le  moteur de levage (appelé également cassette). Il est inséré dans le rail et, tel un treuil, enroule/déroule la sangle de levage. Cette sangle est terminée par un cintre ou un berceau. Il est possible d’utiliser des moteurs portables. Dans ce cas de figure, c’est le moteur qui est situé en bas de la sangle et qui monte/descend sur le long de celle-ci.

#### Utilisation
Il convient tout d'abord de positionner le moteur à portée de main. Ainsi, suivant les cas, il sera positionné au-dessus des pieds du patient alité, à proximité du fauteuil du résident assis…
Après vient la mise en place du harnais et l'opération de transfert peut démarrer.
Lors du levage, l’absence de structure permettra une proximité entre le soignant et le résident qui a un impact positif. La facilité de déplacement du résident vers son point de dépose mettra à jour le gain lié à cette technique.  Le respect de bonnes pratiques ergonomiques trouve dans cette solution une réponse très positive. 
En matière d’espace, puisqu’il n’y a pas de structure reposant au sol, le besoin sera moindre. Le soignant pourra alors se consacrer à l’accompagnement du patient. Le positionnement du point de dépose est capital, surtout s’il s’agit d’un monorail car, dans ce cas de figure, c’est l’équipement qui reçoit le résident qui doit être positionné à l’aplomb du rail. 
Une fois le résident déposé à son point d’arrivée et les attaches bien détendues, l’opérateur ôte le harnais. À ce stade, certains lève-personnes dispensent même l’utilisateur du rangement du matériel car ils sont pourvus d’un dispositif de retour à la charge automatique.

#### Avantages
- L’apprentissage se trouve substantiellement écourté car l’utilisation de l’appareil ne requiert que la connaissance des fonctions. Il n’y a quasiment plus nécessité d’apprendre la manœuvre d’un appareil car elle est implicite.
- Si le moteur est « à demeure » sur le système de rail de la pièce, cela signifie que l’aide au transfert est sur son lieu d’utilisation.
- L’absence de structure métallique entre le soignant et le résident, favorise une communication de meilleure qualité[5].
- La rapidité d’utilisation est aussi augmentée.
- Le ramassage au sol via une aide technique est, là encore, encouragé du fait de la simplification de la procédure.

Ces facteurs réunis génèrent d’autres retombées positives telles une utilisation plus systématique et donc une maîtrise améliorée, ceci générant un enchaînement positif.

#### Inconvénients
- L’investissement de départ, même si les coûts ont diminué ces dernières années, reste supérieur surtout si la notion de retour sur investissement n’est pas prise en compte.
- Pour pallier les coûts en matière d’investissement par chambre, il existe la solution de moteurs pouvant être décrochés et implantés dans différentes chambres. Il faut toutefois bien évaluer en quoi consiste la procédure et que ce soit bien l’utilisateur final qui puisse assurer la manœuvre. Dans le cas d’un monorail, les points de transfert sont fixés une fois pour toutes.
- Il faut que la construction permette la fixation du rail. La qualité du montage doit être sans faille.
- Une attente électrique doit être présente au bon endroit.

## Normes
Les exigences et les méthodes d'essai concernant le lève-personne sont spécifiées dans la norme NF EN ISO 10535.
Ce dispositif médical est également régi par la Directive 93/42/CE
et la norme ISO 9001.